# Aeroportul Xangongo
Aeroportul Xangongo (IATA: XGN, ICAO: FNXA) este un aeroport din Provincia Cunene, Angola.
Situat la o altitudine de 1.108 m, aeroportul dispune de o singură pistă.